# Zvěstov
Zvěstov (en allemand : Swiestow) est une commune du district de Benešov, dans la région de Bohême-Centrale, en République tchèque. Sa population s'élevait à 351 habitants en 2020.

## Géographie
Zvěstov se trouve à 12 km au sud-ouest de Vlašim, à 19 km au sud-sud-est de Benešov et à 56 km au sud-est de Prague.
La commune est limitée par Ratměřice et Veliš au nord, par Louňovice pod Blaníkem à l'est, par Kamberk et Šebířov au sud, et par Jankov à l'ouest.

## Histoire
La première mention écrite de la localité date de 1383.

## Administration
La commune se compose de onze quartiers :
- Zvěstov
- Bořkovice
- Hlohov
- Laby
- Libouň
- Ondřejovec
- Otradov
- Roudný
- Šlapánov
- Vestec
- Vlastišov